# Leen Vervaeke

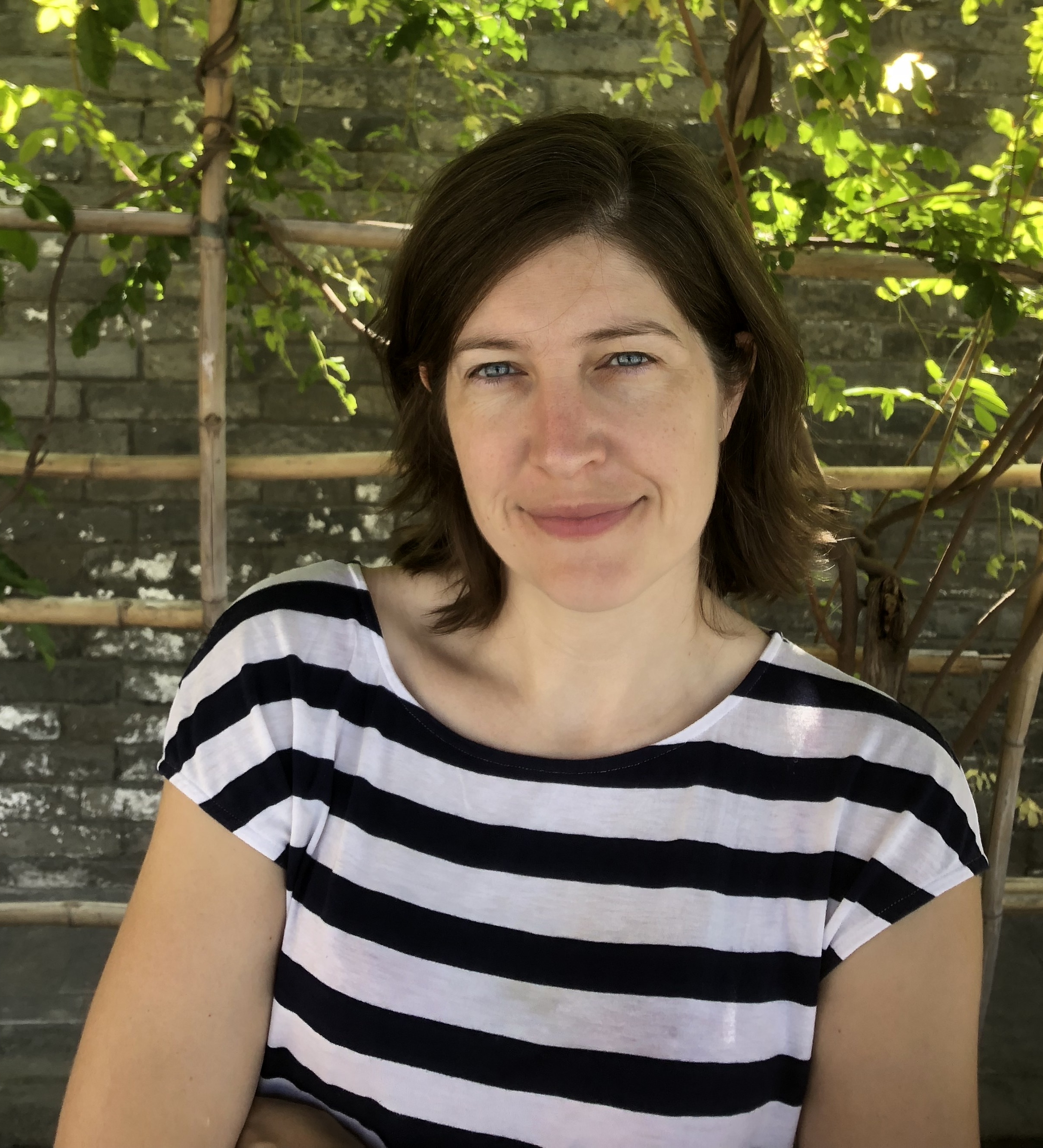
Leen Vervaeke in 2018

Leen Vervaeke is een Belgische journaliste.
Vervaeke groeide op in Sint-Eloois-Winkel en doorliep haar middelbareschooltijd in Barnum te Roeselare. Daarna behaalde ze een master geschiedenis aan de KU Leuven en de Universiteit van Versailles-Saint-Quentin-en-Yvelines, de bachelors filosofie en politieke & sociale wetenschappen aan de KU Leuven, en een master journalistiek aan de Universiteit van Amsterdam.
De Volkskrant nam haar in 2005 in dienst, alwaar ze al snel op de buitenlandredactie terechtkwam. Vervaeke won in 2008 met het artikel ‘Voor Kroatië lijkt de oorlog voorbij’ de eerste European Young Journalist Award. In 2012 publiceerde ze het boek De Jasmijnrevolutie, over de omwenteling in Tunesië in 2011, het begin van wat de Arabische lente werd genoemd. Ze werkte vervolgens, tot 2017, als correspondent België voor De Volkskrant. 

## China
In 2016 trok ze één jaar naar de Chinese stad Hangzhou, waar ze aan de universiteit Mandarijn studeerde.
Sinds 2018 werkte Vervaeke als correspondent in China. Haar standplaats was Beijing. Tot 2019 deed ze dat voor Trouw, Knack en De Groene Amsterdammer.
Van 2019 tot eind 2024 was ze China-correspondent voor De Volkskrant, De Morgen en VRT, waarvoor ze onder meer verslag uitbracht van de protesten in Hongkong.
In 2020 was Vervaeke een van de weinige westerse journalisten in Wuhan, de Chinese stad die in lockdown ging vanwege het nieuwe coronavirus SARS-CoV-2 en de uitbraak van COVID-19. Na een week Wuhan kon ze niet meer naar haar woning in Peking terugkeren. Ze werd evenwel begin februari samen met 250 Europeanen door de Franse luchtmacht geëvacueerd. Via de Franse militaire luchthaven van Istres kwam ze met acht andere gerepatrieerde Belgen naar Melsbroek waarna twee weken quarantaine in het Militair Hospitaal Koningin Astrid van Neder-Over-Heembeek volgden. Begin maart was ze terug in Peking.